# يطروفة شديد الليونة
يطروفة شديد الليونة (الاسم العلمي:Jatropha mollissima) هي نوع من النباتات تتبع جنس اليطروفة من الفصيلة الفربيونية.